# Dypsis antanambensis
Dypsis antanambensis is de botanische naam van een plant uit de palmenfamilie (Arecaceae), die endemisch is in Madagaskar.
De plant groeit in regenwouden op ultramafisch gesteente en komt enkel voor in het Antanambewoud in het nationaal park Mananara Nord op een hoogte van 250 tot 400 meter. De populatie wordt geschat op minder dan vijftig volwassen exemplaren. Door zijn zeldzaamheid en het feit dat de zaden van de plant worden verzameld en verkocht in de internationale handel, staat de plant op de Rode Lijst van de IUCN als zijnde "ernstig bedreigd (kritiek)" (CR).